# 223-й зенитный ракетный полк (Украина)
223-й зенитный ракетный теребовлянский полк (223 зрп, в/ч А-2847, укр. 223-й зенітний ракетний полк імені Українських Січових Стрільців) — формирование в составе Воздушных сил Украины, структурно относится к Воздушному командованию «Запад». Задача части — охрана воздушного пространства западных границ Украины.

## История
На момент распада Советского Союза 223-я зенитная ракетная бригада (в/ч 20152) входила в состав 38-й общевойсковой армии. Указом Президента Украины № 195/98 от 16 марта 1998 года 223-й зенитной ракетной бригаде 28 корпуса противовоздушной обороны было присвоено почётное наименование «Теребовлянская». 223-й зенитный ракетный полк размещался в городе Теребовля Тернопольской области. В 2004 году был передислоцирован в г. Стрый Львовской области на место расположения расформированной 25-й зенитной ракетной бригады. 
23 августа 2021 полку было присвоено почетное наименование «имени Украинских сечевых стрельцов».

## Заявление о поставке ракеты сбившей рейс MH17 на территорию Украины
17 сентября 2018 года на специальном брифинге Министерства обороны Российской Федерации представители ведомства опубликовали документы на ракету ЗРК «Бук-М1» из доклада Совместной следственной группы, которой, по версии международного следствия, мог быть сбит Boeing 777 в Донецкой области. Согласно обнародованной конструкторской документации на ракету она была передана в войсковую часть 20152, ныне — 223-й зенитный ракетный полк.
Власти Украины назвали «очередным неудачным фейком Кремля» утверждения Минобороны РФ о поставке ракеты, сбившей «Боинг», на территорию Украины.

## Оснащение
- 9К37 «Бук-М1»